# Blindtal
Ein Blindtal ist ein Tal in einer Karstlandschaft, das über keinen Ausgang verfügt. Es entsteht durch einen Bach oder Fluss, der sich immer weiter in das Gestein eingräbt, das Tal aber dann nicht oberirdisch wieder verlässt, sondern in einem Ponor oder einer Höhle am Gegenhang in den Untergrund verschwindet.
Im französischen Jura werden die Blindtäler Reculée genannt.